# Szerénosz
Szerénosz (1. század?) görög matematikus
Antisszából származott, működésének pontos ideje bizonytalan. Két rövidebb munkája maradt fenn, amelyekben a henger-, illetve a kúpszeletekről értekezik. 